# Barra de Navidad
Barra de Navidad is een badplaats in de Mexicaanse staat Jalisco. De plaats heeft 4.324 inwoners (census 2010) en valt onder de gemeente Cihuatlán.
Barra de Navidad werd gesticht door de Spanjaarden in de 16e eeuw als haven aan de Grote Oceaan. Vanuit Barra de Navidad vertrokken de schepen van Miguel López de Legazpi en Andrés de Urdaneta naar de Filipijnen. De plaats werd als haven echter al snel overvleugeld door Acapulco en tegenwoordig is de plaats vooral bekend als badplaats.